# Issai Schur

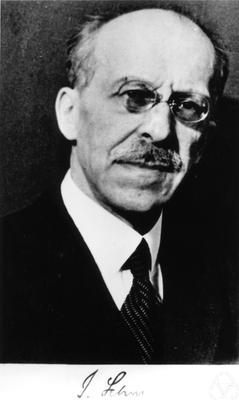
Issai Schur

Issai Schur (russisch Исай Шур, * 10. Januar 1875 in Mogiljow, Russisches Kaiserreich; † 10. Januar 1941 in Tel Aviv) war ein russisch-deutscher Mathematiker. Als Student von Frobenius arbeitete er über Darstellungstheorie von Gruppen, aber auch in Zahlentheorie und in theoretischer Physik. Am besten bekannt ist ein Nebenergebnis seiner Arbeiten, die Schur-Zerlegung von Matrizen, die wichtige Anwendungen in der numerischen linearen Algebra findet.
Schur publizierte sowohl unter dem Namen I. Schur, als auch J. Schur, letzteres hauptsächlich im Journal für die reine und angewandte Mathematik. Dies hat einige Verwirrung verursacht.

## Leben

### Kindesalter
Issai Schur wurde als Sohn des Kaufmanns Moses Schur und seiner Frau Golde Schur (geborene Landau) in Mogiljow am Dnepr im damaligen Russischen Reich geboren. Nach Vogt benutzte Schur bis in seine mittleren Zwanziger lieber den Vornamen Schaia als Issai.
1888, im Alter von 13 Jahren, ging Schur nach Libau (Kurland, heute in Lettland), wo damals seine verheiratete Schwester und sein Schwager lebten, 640 km nordwestlich von Mogiljow. Kurland war damals eines der drei Ostseegouvernements des zaristischen Russland und seit dem Mittelalter bildeten dort die Baltendeutschen (Adel und Städtebürgertum) die tonangebenden, gesellschaftlichen Schichten. In der örtlichen jüdischen Gemeinde wurde meist Deutsch und nicht Jiddisch gesprochen.
Schur besuchte das deutschsprachige Nikolai-Gymnasium in Libau zwischen 1888 und 1894 und erreichte die Bestnote in seiner Abschlussprüfung sowie eine Goldmedaille. Hier lernte er fließend Deutsch, hielt aber trotzdem Jiddisch für seine Muttersprache.

### Studium
Im Oktober 1894 schrieb sich Schur an der Universität von Berlin in der Fächern Mathematik und Physik ein. 1901 promovierte er summa cum laude bei Ferdinand Georg Frobenius und Lazarus Immanuel Fuchs Über eine Klasse von Matrizen, die sich einer gegebenen Matrix zuordnen lassen, wobei sich unter diesem Titel eine Theorie der Darstellung der allgemeinen linearen Gruppe verbirgt. Nach Vogt verwendete er seinen Vornamen Issai in dieser Arbeit zum ersten Mal. Nach einem Zitat schätzte Schur seine Chancen im russischen Zarenreich als eher schlecht ein, und da er so perfekt Deutsch sprach, dass man ohne Zweifel annehmen konnte, es sei seine Muttersprache, blieb er in Berlin. Er habilitierte 1903 und wurde Privatdozent an der Universität Berlin. Die zehn Jahre zwischen 1903 und 1913 hatte Schur eine Stelle als Privatdozent an der Berliner Universität inne.
Im Jahre 1913 nahm er einen Ruf als außerordentlicher Professor und Nachfolger von Felix Hausdorff nach Bonn an. In den Folgejahren versuchte Frobenius auf verschiedene Art und Weise, Schur zurück nach Berlin zu holen. Unter anderem wurde der Name Schur in einem Brief vom 27. Juni 1913 von Frobenius an den Schulratspräsidenten der ETH, Robert Gnehm genannt, als die Nachfolge von Carl Friedrich Geiser zu regeln war. Frobenius beklagte sich zunächst, dass man seinen Rat anderorts nie befolgt habe und sagte dann: Darum empfehle ich Ihnen erst gar nicht Hrn. Prof. J. Schur (jetzt in Bonn). Der ist viel zu gut für Zürich, und soll mal mein Nachfolger in Berlin werden. Bekanntlich erhielt Hermann Weyl die Stelle in Zürich. Die Bemühungen von Frobenius waren erst 1916 erfolgreich, als Schur als außerordentlicher Professor die Nachfolge von Johannes Knoblauch antreten konnte. Ein Jahr darauf, am 3. August 1917, starb Frobenius. Im Antrag der Fakultät zur Regelung der Nachfolge wurden Schur und Carathéodory gemeinsam auf dem ersten Platz genannt. Es wurde dann aber Constantin Carathéodory gewählt. Im Jahre 1919 erhielt Schur schließlich ein persönliches Ordinariat, und 1921 konnte er den Lehrstuhl des zurückgetretenen Friedrich Schottky übernehmen. Im Jahr 1919 wurde er zum Mitglied der Leopoldina gewählt. Im selben Jahr wurde er zum korrespondierenden Mitglied der Göttinger Akademie der Wissenschaften gewählt. 1922 wurde er zusätzlich in die Preußische Akademie der Wissenschaften aufgenommen. Seit 1929 war er korrespondierendes Mitglied der Sowjetischen Akademie der Wissenschaften.

### Zur Zeit des Nationalsozialismus
Nach der Machtübernahme der Nationalsozialisten und der Ausschaltung der parlamentarischen Opposition verordnete das Gesetz zur Wiederherstellung des Berufsbeamtentums am 7. April 1933 die Entlassung aller politisch missliebigen und der Herkunft nach als „jüdisch“ angesehenen Staatsdiener; einer späteren Verordnung zufolge galt dies auch für Professoren und mithin auch für Schur. Schur wurde suspendiert und aus dem Universitätsbetrieb ausgeschlossen. Sein Kollege Erhard Schmidt setzte sich für seine Wiedereinstellung ein, und da Schur bereits vor dem Ersten Weltkrieg preußischer Beamter gewesen war, durfte er aufgrund des „Frontkämpferprivilegs“ zum Wintersemester 1933/1934 wieder mit bestimmten Sondervorlesungen am Lehrbetrieb teilnehmen. Daraufhin zog Schur sein bei dem Wissenschaftsminister eingereichtes Urlaubsgesuch zurück und schlug das Angebot einer Gastprofessur an der University of Wisconsin–Madison für das akademische Jahr 1933/34 aus, wahrscheinlich auch aus Bedenken hinsichtlich der Schwierigkeiten eines eventuellen Neuanfangs in einem englischsprachigen Umfeld.
Schur war seit 1906 mit der Ärztin Regina Frumkin verheiratet. Der Ehe entsprossen der Sohn Georg und die etwas jüngere Tochter Hilde. Georg studierte Physik und war später als Versicherungsmathematiker in Israel tätig. Bereits im Jahre 1932 hatte Schurs Tochter Hilde in Bern den Arzt Chaim Abelin geheiratet. In der Folge besuchte Issai Schur mehrmals seine Tochter in Bern. In Zürich traf er sich dann öfters mit George Pólya, dem er seit der Zeit vor dem Ersten Weltkrieg freundschaftlich verbunden war.
Auf einer solchen Reise in die Schweiz im Sommer 1935 erreichte Schur eine von Ludwig Bieberbach in Vertretung des Rektors unterschriebene Aufforderung, diesen dringlich in der Universität in Berlin aufzusuchen. Man müsse eine wichtige Angelegenheit mit ihm besprechen. Es handle sich um Schurs Entlassung auf den 30. September 1935. Die Entlassung wäre anhand des Reichsbürgergesetzes ohnehin spätestens zum 31. Dezember 1935 verfügt worden.
Schur blieb zwar nach seiner Entlassung als Professor noch Mitglied der Preußischen Akademie der Wissenschaften, aber wenig später verlor er auch diesen letzten Rest seiner offiziellen Stellung. Eine Intervention Bieberbachs zwang ihn, im Frühling 1938 seinen Austritt aus den Kommissionen der Akademie zu erklären. Auch seine Mitgliedschaft im Beirat der Mathematischen Zeitschrift wurde Anfang 1939 beendet.

### Auswanderung

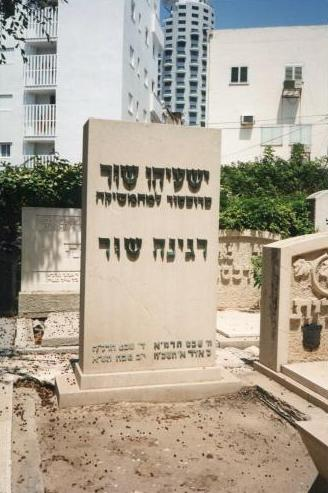
Grab auf dem Trumpeldor-Friedhof in Tel Aviv

Nach der Flucht vieler seiner Schüler und der Vertreibung aus seiner bisherigen Wirkungsstätte vereinsamte der anerkannte Wissenschaftler. Nur Helmut Grunsky habe sich, so berichtete Schur Ende der dreißiger Jahre seinem ausgewanderten Schüler Max Menachem Schiffer, freundlich ihm gegenüber gezeigt. Die Gestapo war allgegenwärtig. Da Schur seiner Ehefrau gegenüber angekündigt hatte, im Falle einer Vorladung zur Gestapo Selbstmord zu begehen, fing seine Frau die Briefe und mit ihnen auch im Sommer 1938 die Vorladung ab, verschaffte Issai Schur einen Erholungsaufenthalt in einem Heim außerhalb Berlins und ging mit ärztlichem Attest versehen anstelle des Ehemannes zur Geheimen Staatspolizei. Dort fragte man rundheraus, weshalb sie sich denn immer noch in Deutschland aufhielten. Doch der geplanten Auswanderung standen wirtschaftliche Hindernisse im Wege: Auswandernde Deutsche mussten vor der Ausreise einen – damals auf ein Viertel des Steuerwertes lautenden – Anteil ihres Vermögens als Reichsfluchtsteuer zahlen. Nun hatte Schurs Frau eine Hypothek auf ein Haus in Litauen geerbt, die wegen der litauischen Devisenbestimmung nicht zurückgezahlt werden durfte. Andererseits war es Schur verboten, darauf zu verzichten oder die Hypothek dem deutschen Reich zu überlassen. Schließlich konnte die fehlende Geldsumme durch einen bisher unbekannten Geldgeber aufgebracht werden.
Schur konnte Deutschland Anfang 1939 verlassen. Seine Gesundheit war allerdings schon schwer beeinträchtigt. Er reiste in Begleitung einer Krankenschwester zu seiner Tochter nach Bern, wohin ihm einige Tage später auch seine Frau folgte. Dort blieben sie einige Wochen und wanderten dann nach Palästina aus. Nur zwei Jahre später, an seinem 66. Geburtstag, am 10. Januar 1941 starb er in Tel Aviv an einem Herzinfarkt.

## Werk
Mit vielen bedeutenden Arbeiten zur Gruppen- und Darstellungstheorie setzte Schur das Werk seines Lehrers Frobenius fort. Darüber hinaus veröffentlichte er wichtige Resultate und elegante Beweise für bekannte Sätze in fast allen Zweigen der klassischen Algebra und Zahlentheorie. Seine gesammelten Werke sind ein eindrucksvoller Beleg dafür. Dort sind auch seine Arbeiten zu Theorie der Integralgleichungen und über unendliche Reihen zu finden.

### Lineare Gruppen
In seiner Doktorarbeit Über eine Klasse von Matrizen, die sich einer gegebenen Matrix zuordnen lassen bestimmt Issai Schur die polynomialen Darstellungen der generellen linearen Gruppe {\displaystyle GL(n,\mathbb {C} )} über dem Körper {\displaystyle \mathbb {C} } der komplexen Zahlen. Die Ergebnisse und Methoden dieser Arbeit sind noch heute aktuell. J. A. Green bestimmt in seinem Buch die polynomialen Darstellungen der {\displaystyle GL(n,\mathbb {K} )} über unendlichen Körpern {\displaystyle \mathbb {K} } mit beliebiger Charakteristik. Dabei stützt er sich im Wesentlichen auf Schurs Dissertation. J. A. Green schreibt This remarkable work (of Schur) contained many very original ideas, developed with superb algebraic skill. Schur showed that these (polynomial) representations are completely reducible, that each one is "homogeneous" of some degree {\displaystyle r\geq 0}, and that es equivalence types of irreducible polynomial representations of {\displaystyle GL_{n}(\mathbb {C} )}, of fixed homogeneous degree {\displaystyle r}, are in one-to-one correspondence with the partitions {\displaystyle \lambda =(\lambda _{1},\ldots ,\lambda _{n})} of {\displaystyle r} into not more than {\displaystyle n} parts. Moreover Schur showed that the character of an irreducible representation of type {\displaystyle \lambda } is given by a certain symmetric function {\displaystyle {\underline {S}}_{\lambda }} in {\displaystyle n} variables, since described as a Schur function. Nach Green sind die Methoden von Schurs Dissertation noch heute für die Theorie der algebraischen Gruppen wichtig.
Im Jahr 1927 gab Schur in seiner Arbeit Über die rationalen Darstellungen der allgemeinen linearen Gruppe neue Beweise für die Hauptergebnisse seiner Dissertation. Ist {\displaystyle V} der natürliche {\displaystyle n}-dimensionale {\displaystyle \mathbb {C} }-Vektorraum, auf dem {\displaystyle GL(n,\mathbb {C} )} operiert, und ist {\displaystyle r} eine natürliche Zahl, dann ist das {\displaystyle r}-fache Tensorprodukt {\displaystyle V^{\otimes r}} über {\displaystyle \mathbb {C} } ein {\displaystyle GL(n,\mathbb {C} )}-Modul, auf dem die symmetrische Gruppe {\displaystyle S_{r}} vom Grade {\displaystyle r} durch Permutation der Tensorfaktoren eines jeden Erzeugenden {\displaystyle v_{1}\otimes \ldots \otimes v_{r}} von {\displaystyle V^{\otimes r}} ebenfalls operiert. Indem Schur diese {\displaystyle S_{r}}-{\displaystyle GL(n,\mathbb {C} )}-Bimodulwirkung auf {\displaystyle V^{\otimes r}} ausnutzt, gelingt es ihm, elegante Beweise für seine Sätze zu finden. Diese Arbeit von Schur wurde sofort sehr bekannt.

### Professur in Berlin
Schur lebte in Berlin als ein hochangesehenes Mitglied der akademischen Welt, ein der Politik fernstehender Gelehrter. Ein führender Mathematiker und herausragender und sehr erfolgreicher Lehrer, hatte er für 16 Jahre einen prestigeträchtigen Lehrstuhl an der Universität Berlin. Bis 1933 hatte seine Arbeitsgruppe an der Universität Berlin über Deutschland hinaus einen hervorragenden Ruf. Mit Schur im Zentrum beschäftigte sich sein Lehrkörper mit Darstellungstheorie, die von seinen Schülern in verschiedene Richtungen erweitert wurde (auflösbare Gruppen, Kombinatorik, Matrizentheorie). Schur made fundamental contributions to algebra and group theory which, according to Hermann Weyl, were comparable in scope and depth to those of Emmy Amalie Noether (1882–1935).
Als 1933 Schurs Vorlesungen gestrichen wurden, fand ein Aufschrei unter den Studenten und Professoren, die ihn schätzten und mochten, statt. Durch seinen Kollegen Erhard Schmidt konnte Schur seine Vorlesungen bis Ende September 1935 vorerst fortsetzen. Schur war zu dieser Zeit der letzte jüdische Professor, der seinen Posten verlor.

### Zürcher Vorlesung
In der Schweiz waren Schurs Kollegen Heinz Hopf und George Pólya über die Entlassung von Issai Schur im Jahre 1935 informiert. Sie versuchten zu helfen, so gut es ging. Im Namen des Mathematischen Seminars beantragte dessen Vorsteher Michel Plancherel am 12. Dezember 1935 beim Schulratspräsidenten Arthur Rohn, Issai Schur im Januar für une série de conférences sur la théorie de la représentation des groupes finis einzuladen. Gleichzeitig bat er, die formelle Einladung möge von Präsident Rohn ausgehen, comme le prof. Schur doit obtenir du ministère compétent l'autorisation de donner ces conférences. George Pólya unterrichtete am 16. Dezember von diesem Antrag des Mathematischen Seminars auch die Konferenz der Abteilung für Mathematik und Physik. Inzwischen war am 14. Dezember der offizielle Einladungsbrief von Präsident Rohn an Issai Schur bereits abgesandt worden. Darin wurde Schur für seine Gastvorlesung ein Honorar von Fr. 500.- in Aussicht gestellt.
Schur antwortete erst am 28. Januar 1936, er sei an diesem Tag in den Besitz der erforderlichen Genehmigung der hiesigen Behörde gelangt. Er erkläre sich gerne bereit, der Einladung Folge zu leisten. Ferner stellte er in Aussicht, die Vorlesung am 4. Februar zu beginnen. Schur verbrachte fast den ganzen Monat Februar in der Schweiz. Vor seiner Rückreise nach Deutschland besuchte er noch seine Tochter in Bern für einige Tage, und am 27. Februar kehrte er über Karlsruhe, wo seine Schwester lebte, nach Berlin zurück. Einen Brief an Pólya aus Bern schließt er mit den Worten: Von der Schweiz nehme ich schweren Herzens Abschied.
In Berlin hatte inzwischen Ludwig Bieberbach in einem Brief vom 20. Februar 1936 den Reichsminister für Wissenschaft, Kunst und Volksbildung auf die Reise von Schur aufmerksam gemacht, und darin angekündigt, dass er herausfinden wolle, was der Inhalt der Vorlesung in Zürich gewesen sei.

### Bedeutende Schüler
Schur hatte insgesamt 26 Doktoranden, einige von ihnen erreichten mathematischen Weltruf. Darunter sind
- Alfred Brauer, Universität Berlin (1928)
- Richard Brauer, Universität Berlin (1925)
- Heinz Prüfer, Universität Berlin (1921)
- Bernhard Neumann, Universität Berlin, Cambridge University (1932, 1935)
- Richard Rado, Universität Berlin, Cambridge University (1933, 1935)
- Isaac Jacob Schoenberg, Universität Alexandru Ioan Cuza Iași (1926)
- Wilhelm Specht, Universität Berlin (1932)
- Helmut Wielandt, Universität Berlin (1935)

sowie Karl Dörge (1925), Felix Pollaczek (1922), Wolfgang Hahn (1933), Rose Peltesohn (1936), Arnold Scholz (1928), Rudolf Kochendörffer (1937), Roberto Frucht (1931) und Hans Rohrbach (1932).

## Würdigung

### Namensgeber
Nach Issai Schur ist u. a. folgendes benannt
- Lemma von Schur
- Satz von Schur
- Schur-Eigenschaft
- Schursche Funktion
- Satz von Jordan-Schur
- Schurindex
- Schurkomplement
- Schurpolynom
- Schur-Produkt
- Schur-Multiplikator
- Schur-Tripel
- Schur-Zahlen
- Satz von Schur-Zassenhaus
- Schur-Zerlegung
- Schur-Ringe (auch: S-Ringe) (gewisse Unterringe eines Gruppenringes; Wielandt, Tamaschke)
- Ungleichung von Schur

### Äußerungen
In seiner Gedenkrede äußerte sich Alfred Brauer (Promovend Schurs) über Issai Schur wie folgt: Als Dozent war Schur hervorragend. Seine Vorlesungen waren äußerst klar, aber nicht immer leicht und erforderten Mitarbeit. - Im Wintersemester 1930 war die Zahl der Studenten, die Schurs Zahlentheorie belegen wollten, so groß, dass der zweitgrößte Hörsaal der Universität mit etwas über 500 Sitzen zu klein war. Seine  hervorstechensten menschlichen Eigenschaften, waren wohl seine große Bescheidenheit, seine Hilfsbereitschaft und sein menschliches Interesse an seinen Studenten.
Heinz Hopf, der vor seiner Berufung nach Zürich an die ETH Privatdozent in Berlin gewesen war, hat – wie aus mündlichen Äußerungen und auch aus Briefen deutlich wird – Issai Schur als Mathematiker und Mensch außerordentlich geschätzt. Dabei beruhte diese Wertschätzung durchaus auf Gegenseitigkeit: in einem Brief von 1930 an George Pólya aus Anlass der Wiederbesetzung der Stelle von Hermann Weyl, sagt Schur über Hopf: Hopf ist ein ganz vorzüglicher Dozent, ein Mathematiker von starkem Temperament und starker Wirkung, ein Meister seine Disziplin, der auch auf anderen Gebieten vorzüglich geschult ist. - Wenn ich ihn noch als Menschen charakterisieren soll, so genügt es vielleicht, wenn ich sage, dass ich mich jedes mal aufrichtig freue, mit ihm zusammenzutreffen.
Schur war allerdings bekannt dafür, dass er im persönlichen Umgang Wert auf korrekte Distanz legte. Entsprechende Äußerungen von Hopf stehen in Übereinstimmung mit Aussagen von Schurs ehemaligen Berliner Studenten, von Walter Ledermann und von Bernhard Neumann. Man muss sich Issai Schur wohl als einen würdigen Geheimrat, als einen etwas zurückgezogenen, außerordentlich korrekten und von allen Seiten überaus geachteten Professor vorstellen.

## Schriften (Auswahl)
- Zur Theorie der linearen homogenen Integralgleichungen. In: Mathematische Annalen. Band 67, Nummer 3, September, 1909, S. 306–339, doi:10.1007/BF01450407.
- Über die charakteristischen Wurzeln einer linearen Substitution mit einer Anwendung auf die Theorie der Integralgleichungen. In: Mathematische Annalen. Band 66, Nummer 4, Dezember 1909, S. 488–510, doi:10.1007/BF01450045.
- Über Gruppen linearer Substitutionen mit Koeffizienten aus einem algebraischen Zahlkörper. In: Mathematische Annalen. Band 71, Nummer 3, September 1911, S. 355–367, doi:10.1007/BF01456850.
- Über die Äquivalenz der Cesàroschen und Hölderschen Mittelwerte. In: Mathematische Annalen. Band 74, Nummer 3, September 1913, S. 447–458, doi:10.1007/BF01456754.
- Über die Kongruenz {\displaystyle x^{m}+y^{m}\equiv z^{m}{\pmod {p}}.}. In: Jahresbericht der DMV. Band 25, 1917, S. 114–117.
- Über endliche Gruppen und Hermitesche Formen. In: Mathematische Zeitschrift., Band 1, Nummer 2/3, Juni 1918, S. 184–207, doi:10.1007/BF01203611.
- Über die Verteilung der Wurzeln bei gewissen algebraischen Gleichungen mit ganzzahligen Koeffizienten. In: Mathematische Zeitschrift. Band 1, Nummer 4, Dezember 1918, S. 377–402, doi:10.1007/BF01465096.
- Über das Maximum des absoluten Betrages eines Polynoms in einem gegebenen Intervall. In: Mathematische Zeitschrift. Band 4, Nummer 3/4, September 1919, S. 271–287, doi:10.1007/BF01203015.
- Einige Bemerkungen zu der vorstehenden Arbeit des Herrn A. Speiser. In: Mathematische Zeitschrift. Band 5, Nummer 1/2, März 1919, S. 7–10, doi:10.1007/BF01203151.
- Über einen von Herrn L. Lichtenstein benutzten Integralsatz. In: Mathematische Zeitschrift. Band 7, Nummer 1/4, März 1920, S. 232–234, doi:10.1007/BF01199399.
- Zur Arithmetik der Potenzreihen mit ganzzahligen Koeffizienten. In: Mathematische Zeitschrift. Band 12, Dezember 1922, S. 95–113, doi:10.1007/BF01482070.
- Ein Beitrag zur Hilbertschen Theorie der vollstetigen quadratischen Formen. In: Mathematische Zeitschrift. Band 12, Dezember 1922, S. 287–297, doi:10.1007/BF01482082.
- mit Alexander Ostrowski: Über eine fundamentale Eigenschaft der Invarianten einer allgemeinen binären Form. In: Mathematische Zeitschrift. Band 15, Dezember 1922, S. 81–105, doi:10.1007/BF01494384.
- Elementarer Beweis einiger asymptotischer Formeln der additiven Zahlentheorie. In: Mathematische Zeitschrift. Band 24, Dezember 1926, S. 559–574, doi:10.1007/BF01216798.
- Elementarer Beweis eines Satzes von L. Stickelberger. In: Mathematische Zeitschrift. Band 29, Dezember 1929, S. 464–465, doi:10.1007/BF01180545.
- Zur Irreduzibilität der Kreisteilungsgleichung. Mathematische Zeitschrift, Band 29, Dezember 1929, S. 463, doi:10.1007/BF01180544.
- Zur Theorie der Cesàroschen und Hölderschen Mittelwerte. In: Mathematische Zeitschrift. Band 31, Dezember 1930, S. 391–407, doi:10.1007/BF01246421.
- Gesammelte Abhandlungen. Herausgegeben von Alfred Brauer und Hans Rohrbach. 3 Bände. Springer, Berlin u. a. 1973, ISBN 3-540-05630-0.
- Vorlesungen über Invariantentheorie (= Die Grundlehren der mathematischen Wissenschaften in Einzeldarstellungen mit besonderer Berücksichtigung der Anwendungsgebiete. 143). Bearbeitet und herausgegeben von Helmut Grunsky. Springer, Berlin u. a. 1968.